# فرآیند لحیم‌کاری بازجوش
فرآیند لحیم کاری بازجوش (رفلو) روشی است که در آن خمیر لحیم (مخلوط چسبناکی از پودر لحیم و فلاکس) برای اتصال موقت یک تا هزاران قطعه الکتریکی ریز به پایه‌های تماسشان استفاده می‌شود. سپس مجموعه کامل تحت حرارت کنترل‌شده قرار می‌گیرد. خمیر لحیم در حالت مذاب بازجوش می‌خورد و اتصالات دائمی لحیم ایجاد می‌کند. عملیات حرارت‌دهی می‌تواند با عبور دادن مجموعه از داخل کوره بازجوش، تحت تابش لامپ مادون قرمز یا (عمدتاً برای نمونه‌سازی اولیه) با لحیم کاری تک‌تک اتصالات توسط هوای داغ انجام شود.

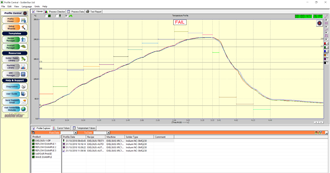
نمونه پروفیل حرارتی رامپ تا اسپایک (به فرآیند افزایش تدریجی دما (رامپ) و سپس رسیدن به یک نقطه اوج سریع (اسپایک) گفته می‌شود.)

لحیم‌کاری بازجوش (رفلو) با استفاده از کوره‌های صنعتی همرفتی بلند، روش ترجیحی برای اتصال قطعات فناوری نصب سطحی (SMT) به برد مدار چاپی (PCB) است. هر بخش از کوره دارای دمای تنظیم‌شده مطابق با نیازهای حرارتی خاص هر مجموعه است.
کوره‌های بازجوشی که به‌طور ویژه برای لحیم‌کاری قطعات نصب سطحی طراحی شده‌اند، می‌توانند برای قطعات نصب سوراخی (through-hole) نیز استفاده شوند؛ به این صورت که خمیر لحیم داخل سوراخ‌ها پر شده و پایه‌های قطعات از داخل خمیر عبور داده می‌شوند.
با این حال، لحیم‌کاری موجی (Wave soldering) روش متداول برای اتصال قطعات چندپایه‌ای نصب سوراخی به بردهای مدار طراحی‌شده برای قطعات نصب سطحی بوده است.

نمونه پروفایل حرارتی فرآیند لحیم‌کاری بازجوش

زمانی که از این روش روی بردهایی استفاده می‌شود که ترکیبی از قطعات نصب سطحی (SMT) و قطعات نصب سوراخی روکش‌دار (PTH) دارند، لحیم‌کاری بازجوش سوراخی (در صورت امکان‌پذیر بودن با استفاده از استنسیل‌های خمیر لحیم اصلاح‌شده) می‌تواند مرحله لحیم‌کاری موجی را از فرآیند مونتاژ حذف کند. این کار به طور بالقوه هزینه‌های مونتاژ را کاهش می‌دهد . در حالی که این موضوع ممکن است در مورد خمیرهای لحیم سرب-قلعِ مورد استفاده در گذشته صادق بوده باشد، اما آلیاژهای بدون سرب مانند SAC، چالش‌هایی را در زمینه محدودیت‌های تنظیم پروفیل دمایی کوره و نیازمندی‌های قطعات نصب سوراخی تخصصی ایجاد می‌کنند. این قطعات یا باید به صورت دستی با سیم لحیم، لحیم‌کاری شوند یا به دلیل عدم تحمل دمای بالای اعمال‌شده بر بردهای مدار هنگام عبور از کوره بازجوش، قابل استفاده در این فرآیند نیستند. فرآیند لحیم‌کاری بازجوش قطعات نصب سوراخی با استفاده از خمیر لحیم در کوره‌های همرفتی، لحیم‌کاری مداخله‌ای (Intrusive Soldering)   نامیده می‌شود.
هدف فرآیند بازجوش (رفلو) این است که خمیر لحیم به دمای یوتکتیک برسد؛ دمایی که در آن آلیاژ لحیم موردنظر تغییر فاز داده و به حالت مذاب درمی‌آید. در این محدوده دمایی خاص، آلیاژ مذاب ویژگی‌های چسبندگی (adhesion) را از خود نشان می‌دهد.
رفتار آلیاژ لحیم مذاب تا حدی شبیه به آب است و دارای خاصیت چسبندگی (adhesion) و انسجام داخلی (cohesion)  می‌باشد. در حضور فلاکس کافی و در حالت مذاب، آلیاژهای لحیم ویژگی‌ای به نام "ترشدن (wetting) " را از خود بروز می‌دهند.
ترشدن (Wetting) یک ویژگی کلیدی آلیاژ لحیم است که در محدوده دمایی یوتکتیک خاص آن رخ می‌دهد. این پدیده شرط ضروری برای تشکیل اتصالات لحیم است که مطابق با استانداردهای صنعتی، شرایط "قابل قبول" یا "مطلوب" را دارا باشند. بر اساس استانداردهای IPC، اتصالاتی که این ویژگی را نداشته باشند به عنوان "مغایر با استاندارد" و در نتیجه معیوب طبقه‌بندی می‌شوند.
پروفیل دمایی کوره ریفلو به طور خاص برای ویژگی‌های هر مجموعه برد مدار تنظیم می‌شود که شامل: اندازه و عمق لایه زمین (گراند پلین) در برد، تعداد لایه‌های برد مدار چاپی، تعداد و ابعاد قطعات نصب شده. این پروفیل دمایی باید شرایطی ایجاد کند که: عملیات ریفلو به درستی روی سطوح اتصال انجام شود، از گرمایش بیش از حد جلوگیری کند، به قطعات الکترونیکی آسیب نرساند (با در نظر گرفتن محدوده تحمل دمایی آنها). فرآیند استاندارد ریفلو سنتی شامل چهار مرحله اصلی با مشخصات حرارتی مجزا است: پیش‌گرمایش (Preheat)، تثبیت حرارتی (Thermal Soak)، ریفلو (Reflow)، خنک‌کاری (Cooling).
هر مرحله نیاز به تنظیمات دقیق دما و زمان دارد تا از کیفیت مطلوب اتصالات اطمینان حاصل شود. تنظیمات بهینه به عوامل مختلفی از جمله نوع آلیاژ لحیم، ضخامت برد و چیدمان قطعات بستگی دارد.

## محدوده پیش‌گرمایش (Preheat Zone)
پیش‌گرمایش مرحله اول فرآیند ریفلو است. در این مرحله، دمای کل مجموعه برد به آرامی و به صورت کنترل شده به سمت دمای هدف تثبیت حرارتی افزایش می‌یابد. هدف اصلی از پیشگرمایش، رساندن یکنواخت و ایمن کل مجموعه به دمای مناسب قبل از مرحله ریفلو است. این مرحله همچنین فرصتی برای خروج گازهای حاصل از حلال‌های موجود در خمیر لحیم فراهم می‌کند. برای اطمینان از خروج کامل این حلال‌ها و رسیدن ایمن برد به دمای مورد نظر، گرمایش باید به صورت خطی و کاملاً یکنواخت انجام شود. این یکنواختی در گرمایش از ایجاد تنش‌های حرارتی در برد و قطعات جلوگیری کرده و کیفیت نهایی اتصالات را تضمین می‌کند. در فرآیند ریفلو، نرخ افزایش دما (بر حسب درجه سانتیگراد بر ثانیه) از پارامترهای کلیدی مرحله پیشگرمایش محسوب می‌شود. این نرخ به عوامل متعددی مانند زمان پردازش مورد نیاز، ویژگی‌های خمیر لحیم و محدودیت‌های دمایی قطعات بستگی دارد.
در عمل، حساسیت قطعات الکترونیکی نقش تعیین‌کننده‌ای دارد. بسیاری از قطعات مانند برخی خازن‌های سرامیکی یا تراشه‌های حساس در صورت گرم یا سرد شدن سریع ممکن است دچار آسیب فیزیکی شوند. بنابراین مهندسان فرآیند باید ابتدا مشخصات تمامی قطعات را بررسی کرده و بر اساس حساسترین قطعه موجود روی برد، حداکثر نرخ مجاز تغییر دما را تعیین کنند.
این رویکرد محافظه‌کارانه اگرچه ممکن است زمان چرخه تولید را کمی افزایش دهد، اما از ایجاد عیوب پرهزینه مانند ترک‌خوردگی قطعات یا اتصالات ضعیف جلوگیری می‌کند. در نهایت، تعادل مناسب بین سرعت تولید و کیفیت محصول، کلید موفقیت در فرآیندهای لحیم‌کاری بازجوش محسوب می‌شود.
وقتی بردهای الکترونیکی قطعات حساس به دما نداشته باشند و افزایش سرعت تولید اهمیت ویژه‌ای پیدا کند، می‌توان از نرخ‌های گرمایش سریع‌تری استفاده کرد. در چنین شرایطی، بسیاری از کارخانه‌ها نرخ گرمایش را تا حداکثر مقدار مجاز معمول یعنی ۳ درجه سانتیگراد بر ثانیه افزایش می‌دهند.
اما باید توجه داشت که اگر از خمیر لحیم حاوی حلال‌های قوی استفاده شود، گرم کردن سریع برد می‌تواند به راحتی فرآیند را از کنترل خارج کند. وقتی این حلال‌های فرار به سرعت تبخیر شوند، ممکن است ذرات لحیم از روی پدها جدا شده و به نقاط دیگر برد پاشیده شوند. اصلی‌ترین مشکل در این حالت، تشکیل ساچمه‌های ریز لحیم است که در اثر خروج سریع گازها در مرحله پیشگرمایش ایجاد می‌شوند.
پس از اینکه برد در مرحله پیشگرمایش به دمای مورد نظر رسید، زمان آن فرا می‌رسد که وارد مرحله تثبیت حرارتی یا پیش‌رفلو شود. این انتقال مرحله‌ای حساس است که باید با دقت انجام شود تا از کیفیت نهایی کار اطمینان حاصل گردد. نکته کلیدی اینجاست که در عین حالی که می‌توان با تنظیم نرخ گرمایش، زمان تولید را کاهش داد، اما هرگونه تصمیم در این زمینه باید با در نظر گرفتن نوع خمیر لحیم و ویژگی‌های برد انجام شود تا از بروز مشکلات بعدی جلوگیری گردد.

## محدوده تثبیت حرارتی (Thermal Soak Zone)
مرحله تثبیت حرارتی که معمولاً بین ۶۰ تا ۱۲۰ ثانیه طول می‌کشد، نقش کلیدی در فرآیند لحیم‌کاری دارد. در این مرحله دو اتفاق مهم می‌افتد: مواد فرار موجود در خمیر لحیم تبخیر می‌شوند و همزمان فلاکس فعال شده و شروع به حذف اکسیدهای تشکیل شده روی پایه قطعات و پدهای لحیم می‌کند.
کنترل دقیق دما در این مرحله بسیار حیاتی است. اگر دما بیش از حد بالا باشد، مشکلاتی مانند پاشش ذرات لحیم، تشکیل ساچمه‌های ریز و اکسید شدن سطوح ایجاد می‌شود. از طرف دیگر، دمای پایین‌تر از حد لازم موجب فعال نشدن کامل فلاکس خواهد شد.

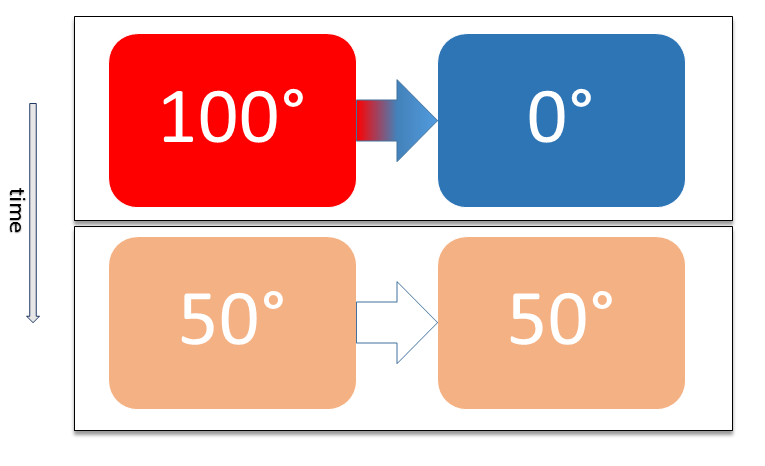
"شکل‌گیری تعادل حرارتی در یک سیستم بسته طی زمان از طریق جریان گرمایی که تفاوت‌های دما را یکنواخت می‌کند"

هدف نهایی این مرحله رسیدن به تعادل حرارتی در سراسر برد قبل از ورود به مرحله ذوب است. این تعادل حرارتی به ویژه زمانی اهمیت دارد که با بردهای بزرگ سروکار داریم یا وقتی که قطعات با اندازه‌های مختلف روی برد نصب شده‌اند. همچنین این مرحله کمک می‌کند تا از تشکیل حفره‌های هوا در بسته‌بندی‌های پیشرفته مانند BGA جلوگیری شود.
در واقع این مرحله پلی است بین گرمایش اولیه و ذوب نهایی که کیفیت نهایی اتصالات لحیم را به شدت تحت تأثیر قرار می‌دهد. تنظیم دقیق پارامترهای این مرحله تضمین می‌کند که هم فلاکس به درستی عمل کند و هم از مشکلاتی مانند ساچمه‌سازی یا اکسیداسیون جلوگیری شود.

## محدوده بازجوش (Reflow Zone)
در مرحله ریفلو که به عنوان "زمان بالای نقطه ذوب" یا "دمای بالای مایع (TAL)" شناخته می‌شود، دمای فرآیند به اوج خود می‌رسد. اینجا باید چند نکته اساسی را در نظر گرفت: دمای پیک که معمولاً ۲۰ تا ۴۰ درجه بالاتر از نقطه ذوب خمیر لحیم است، نباید از حد تحمل حساس‌ترین قطعه روی برد بیشتر شود. یک قاعده کلی این است که ۵ درجه از حداکثر دمای تحمل آسیب‌پذیرترین قطعه کم کنیم تا دمای ایمن کار به دست آید.
کنترل دقیق دما در این مرحله حیاتی است. اگر دما از ۲۶۰ درجه سانتیگراد بالاتر برود، ممکن است به بخش‌های داخلی قطعات SMT  آسیب وارد کند و باعث رشد بیش از حد ترکیبات بین فلزی شود. از طرف دیگر، اگر دما به اندازه کافی بالا نباشد، خمیر لحیم به خوبی ذوب نشده و اتصالات مناسب تشکیل نمی‌شود.

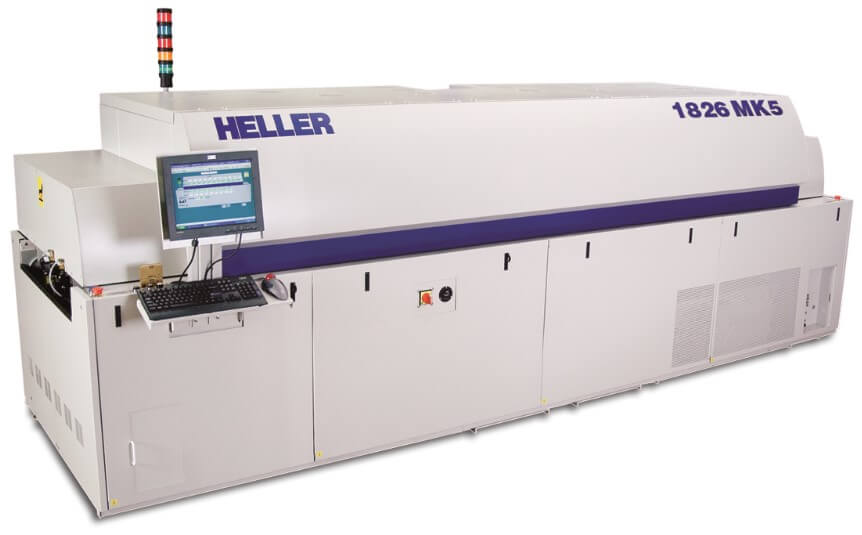
یک نمونه از کوره بازجوش تجاری.

در عمل، این مرحله نیازمند تنظیم دقیق و نظارت مداوم است. مهندسان باید با در نظر گرفتن مشخصات تمام قطعات و نوع خمیر لحیم مورد استفاده، شرایط بهینه را تعیین کنند. نکته کلیدی این است که بین ذوب کامل خمیر لحیم و محافظت از قطعات حساس تعادل برقرار شود. این تعادل ظریف، کیفیت نهایی اتصالات و عمر محصول را تعیین می‌کند.
مدت زمان ماندگاری بالای نقطه ذوب (TAL) یا زمان بالای ریفلو، نشان‌دهنده مدت زمانی است که لحیم در حالت مذاب باقی می‌ماند. در این مرحله، فلاکس با کاهش کشش سطحی در محل اتصال فلزات، امکان پیوند متالورژیکی را فراهم می‌کند و باعث ادغام ذرات پودر لحیم می‌شود.
اگر این زمان از محدوده مشخص شده توسط سازنده فراتر رود، ممکن است فلاکس زودتر از موعد فعال یا مصرف شود که در نتیجه خمیر لحیم قبل از تشکیل اتصال، "خشک" می‌شود. از طرف دیگر، اگر زمان/دمای کافی اعمال نشود، عملکرد پاک‌کنندگی فلاکس کاهش یافته که منجر به ترشدن نامناسب، حذف ناکافی حلال و فلاکس، و در نهایت اتصالات لحیم معیوب می‌شود.
متخصصان معمولاً کمترین زمان ممکن بالای نقطه ذوب (TAL) را توصیه می‌کنند، با این حال بیشتر خمیرهای لحیم حداقل زمان ۳۰ ثانیه را مشخص می‌کنند - اگرچه دلیل مشخصی برای این زمان به خصوص وجود ندارد. یک احتمال این است که برخی نقاط برد مدار در طی اندازه‌گیری پروفیل دمایی بررسی نمی‌شوند، بنابراین تعیین حداقل زمان ۳۰ ثانیه احتمال عدم ذوب کامل در این نقاط اندازه‌گیری نشده را کاهش می‌دهد.
از طرف دیگر، تعیین حداقل زمان بالا برای ریفلو، حاشیه ایمنی در برابر نوسانات دمایی کوره ایجاد می‌کند. زمان ایده‌آل برای ترشدن (wetting) معمولاً کمتر از ۶۰ ثانیه بالای نقطه ذوب در نظر گرفته می‌شود. ماندن بیش از حد در این دما ممکن است باعث رشد بیش از حد ترکیبات بین فلزی شده که منجر به شکنندگی اتصالات می‌گردد. همچنین قرارگیری طولانی‌مدت برد و قطعات در دمای بالای نقطه ذوب ممکن است به آنها آسیب بزند، چرا که بیشتر قطعات دارای محدودیت زمانی مشخصی برای تحمل دماهای بالا هستند.
در مقابل، زمان بسیار کم بالای نقطه ذوب می‌تواند باعث به دام افتادن حلال‌ها و فلاکس شده و منجر به ایجاد اتصالات سرد، کدر یا حفره‌دار شود. بنابراین یافتن تعادل مناسب بین این حداقل و حداکثر زمان، یکی از چالش‌های اصلی در بهینه‌سازی فرآیند ریفلو محسوب می‌شود.

## محدوده خنک‌کننده (Cooling Zone)
آخرین مرحله، منطقه خنک‌کننده است که برد را به تدریج خنک کرده و اتصالات لحیم را منجمد می‌کند. خنک‌سازی مناسب از تشکیل بیش از حد ترکیبات بین فلزی یا شوک حرارتی به قطعات جلوگیری می‌کند. دما در این منطقه معمولاً بین ۳۰ تا ۱۱۰ درجه سانتیگراد تنظیم می‌شود.
نرخ خنک‌سازی سریع‌تر معمولاً انتخاب می‌شود چرا که ساختار دانه‌ریزی ایجاد می‌کند که از نظر مکانیکی مستحکم‌تر است. برخلاف نرخ گرمایش که با دقت کنترل می‌شود، نرخ خنک‌سازی اغلب کمتر مورد توجه قرار می‌گیرد. با این حال، محدودیت‌های دمایی قطعات هم در حین گرم شدن و هم در حین خنک‌شدن باید رعایت شود.
نرخ پیشنهادی برای خنک‌سازی معمولاً حدود ۴ درجه سانتیگراد بر ثانیه است. این پارامتر هنگام تحلیل نتایج فرآیند باید مدنظر قرار گیرد، چرا که بر کیفیت نهایی اتصالات تأثیر مستقیم دارد. خنک‌سازی کنترل‌شده نه تنها از آسیب به قطعات جلوگیری می‌کند، بلکه خواص مکانیکی و الکتریکی اتصالات را نیز بهبود می‌بخشد.

## ریشه‌شناسی
اصل واژه "بازجوش (Reflow)" به دمایی اشاره دارد که در آن توده جامد آلیاژ لحیم به طور قطع ذوب می‌شود (نه صرفاً نرم می‌شود). اگر دمای لحیم پس از ذوب شدن دوباره به زیر این نقطه برسد، جریان نخواهد یافت. اما با گرم شدن مجدد تا این دما، لحیم دوباره جاری می‌شود - از همین رو اصطلاح "بازجوش" به کار می‌رود.
در فناوری‌های مدرن مونتاژ مدارها که از لحیم‌کاری بازجوش استفاده می‌کنند، لزوماً به این معنی نیست که لحیم بیش از یک بار جریان می‌یابد. بلکه این فرآیند تضمین می‌کند که ذرات ریز لحیم موجود در خمیر لحیم از دمای بازجوش آلیاژ مورد نظر عبور کنند. در واقع، اصطلاح "بازجوش" بیشتر به اولین ذوب کنترل‌شده و تشکیل اتصال اشاره دارد تا به امکان ذوب‌های مکرر. این فرآیند با دقت طراحی می‌شود تا اطمینان حاصل شود که ذرات لحیم کاملاً ذوب شده و اتصالاتی با کیفیت و یکنواخت تشکیل دهند.

## پروفایل‌گیری حرارتی
پروفیل‌گیری حرارتی فرآیند اندازه‌گیری دما در نقاط مختلف برد مدار برای تحلیل تغییرات دمایی طی فرآیند لحیم‌کاری است. در صنعت الکترونیک، این داده‌ها با استفاده از کنترل آماری فرآیند (SPC) تحلیل می‌شوند تا انطباق با پارامترهای تعیین‌شده توسط فناوری‌های لحیم‌کاری و نیازمندی‌های قطعات ارزیابی شود.ابزارهای نرم‌افزاری مدرن این امکان را فراهم می‌کنند که پروفیل‌های حرارتی ثبت شده، سپس به صورت خودکار و با استفاده از شبیه‌سازی ریاضی بهینه‌سازی شوند. این فناوری زمان مورد نیاز برای دستیابی به تنظیمات بهینه فرآیند را به میزان قابل توجهی کاهش می‌دهد.